# 土屋實紀
土屋實紀（4月4日—）是日本女性聲優、歌手。東京都出身。身高156公分，血型是AB型。日本女子大學畢業。
事務所從青二Production→Production baobab，現在則為自由契約。

## 概要
- 是一位具有豐富音樂素養的聲優，對於聲音的經歷原點為歌劇，之後多元地改移至寶塚歌劇團、搖滾樂，涉獵廣博。受歌劇感動而曾模仿演唱的她，仿著仿著，練到能做出某種程度的美聲唱法(Bel Canto)的發聲。
- 在動畫領域中，變得開始較為人所知，是從取得《真珠美人魚》大受歡迎的反派角色-黑美人姊妹花中的秀秀姊妹一角，演出此重要角色後。
- 現在的重心大多放在與唱歌相關的工作上。
- 在2007年2月11日，和下屋則子、石塚さより、小島めぐみ一起組成了「Cri☆siS」的樂團[1]，並擔任主唱。團體名在2007年8月18日於新宿FACE公開，2008年2月2日在秋葉原CLUB GOODMAN舉行首次演出。

## 主要出演作品
電視動畫
- 犬夜叉（村民）
- The Big O second season（市民）
- 成惠的世界（學生）
- 真珠美人魚（秀秀）
- 真珠美人魚Pure（秀秀）
- 炎之蜃氣樓（女性）

劇場版動畫
- 劇場版 逆A鋼彈I 地球光（クルー）
- 劇場版 逆A鋼彈II 月光蝶（クルー）